# 緒川はる
緒川 はる（おがわ はる、1987年4月1日 - ）は、日本のAV女優。リスタープロ所属。旧芸名は「笹倉 杏（ささくら あん）」。

## 略歴
2016年2月、OPPAIの専属女優「笹倉杏」としてデビューした巨乳AV女優。同年9月からFitch専属となり4作品（1作品はマドンナ）に出演。
2017年より専属を離れキカタン女優として活動。
2018年2月よりh.m.p宣伝部員に就任し、2020年5月に退任した。
2018年11月、「スカパー!アダルト放送大賞2019」女優賞と作品賞にノミネート。
2019年5月、YouTubeチャンネル「あーちゃんネル」を開始。
2020年5月、はじめての写真集を発売。
2022年5月20日、リスタープロに事務所移籍したことに伴った「緒川はる」への改名を発表。また実年齢（1987年4月1日生まれ）を公表した。
2023年5月22日週FANZA動画フロアランキングにて、出演した『BAZOOKA 冬の大感謝セール コスパ最強ノーカットベスト爆乳限定2749分』（BAZOOKA）が1位を記録。

## 人物
幼少時はピアノを習う。ただし人前に出ると緊張で譜面が飛ぶほど本番に弱かった。
性の目覚めは小学校3年生、初体験は高校1年生で同級生と。
AV女優になるきっかけは、いきつけのバーで知り合った人が事務所の人で紹介されたから。
週刊大衆で巻頭グラビアを務めたことを契機に母に職業がばれ、以降は両親容認となっている。親には“あんなに本番が嫌だったのに、よくやってられるわね”と言われたという。前に出る姿勢に変ってきたのは、週刊プレイボーイの撮影でＡＶ女優が50人そろった際、名前ではなく番号で呼ばれたことが悔しかったため、以降は一人称を「杏ちゃん」とし、名前と顔を一致させる努力をしている。
2021年、体重60Kg超えから42KgにダイエットしたことをYouTubeチャンネル「あーちゃんネル」で報告。

## 作品
無印:単体作品、○:複数人数による共演作品、○出演者:2から3人の共演作品、●出演者:2から3人の共演を含めたオムニバス作品、□:オムニバス作品、□出演者:出演者が3人までのオムニバス作品

### アダルトDVD
- 憧れの高級住宅街出身!良家のHcup巨乳お嬢様AVデビュー!! 笹倉杏（2月19日、OPPAI）
- Hcup巨乳お嬢様の初絶頂4本番スペシャル 笹倉杏（3月19日、OPPAI）
- 最高級Hcup 巨乳中出しソープ 笹倉杏（4月19日、OPPAI）
- 現役女子大生 巨乳中出し家庭教師［特別版］ 笹倉杏（5月19日、OPPAI）
- 息子の巨乳妻を確実に孕ませたい 笹倉杏（6月19日、OPPAI）
- 美巨乳ご奉仕 超高級おっぱいメイド 笹倉杏（7月19日、OPPAI）
- 爆乳ノーブラ女子社員と中出し一夫多妻勤務（9月1日、Fitch）○ ※「AV OPEN 2016」 女優部門 エントリー作品
- 快感オイルプレイと生中出しを許してくれる密着巨乳デリヘル嬢 笹倉杏（10月1日、Fitch）
- 男が皆、妻を見ている。 笹倉杏（11月13日、マドンナ）
- 女教師緊縛奴隷～生徒に服従させられる麻縄授業～ 笹倉杏（12月13日、Fitch）

- 媚薬SHOTで即イキマ○コにされクラブ内で連続ピストン姦に絶頂しまくるパリピギャル（1月6日、DOC）○
- ほっとかれ妻 笹倉杏（1月6日、DIY）
- 最高の愛人と、最高の中出し性交。 6（1月6日、プレステージ）
- むちむち超肉感堪能騎乗位 笹倉杏（1月7日、ワンズファクトリー）
- つるぺた妹3人が巨乳彼女に嫉妬してるから子作り（1月7日、ズッコン/バッコン）○
- 弾丸美巨乳フェティシズム 3（1月13日、BAZOOKA）□
- レズビアン解禁3 笹倉杏&村上涼子（1月13日、セレブの友）○村上涼子
- 友達の姉がエロすぎて… 笹倉杏（1月19日、ドグマ）
- 中年おやじサークル中出しオフ会 12 笹倉杏（1月20日、クリスタル映像）
- 共犯者日記 10日5割(トゴ)の代償 駄目男に弄ばれた巨乳OLの成れの果て（2月1日、FAプロ）○
- ボイン大好きしょう太くんのHなイタズラ 笹倉杏（2月2日、グローリークエスト）
- 姉姦 Rec-4 過激生投稿 日頃から気になって仕方ない姉の無防備な胸チラとパンチラに童貞弟の理性が崩壊 両親の目を盗んで撮影された近親相姦映像を完全収録（2月7日、ディープス）
- 焦らして焦らして契約をとる寸止め性保レディ 6（2月10日、BAZOOKA）□
- 子作りに悩む巨乳の義母が息子の勃起チ○ポを見て愛液ジワリ! あまりのたくましさに理性保てず旦那には絶対内緒の馬乗り逆夜這い! 母性溢れるおっぱいを揺らしながら悶絶イキ!妊娠するまで何度も中出し! 2（2月10日、V&R PRODUCE）□
- モニタリング 初対面の男女がキス恋検証!!キスをするだけで人は恋に落ちるのか?初対面の男女が出会ってすぐに濃厚キス!キスする事以外禁止され、話すことも出来ない男女が、何度もキスを重ねるだけで、互いに意識し、どうなってしまうのか?（2月16日、SODクリエイト）□
- おカネの為でいいじゃない（o≧▽ﾟ）o友達だけど素股して下さい!! 3（2月17日、DOC）□
- 向かいの部屋の窓から覗く巨乳美女の着替え姿に見とれていると…3（2月17日、DOC）□
- 「私、おばさんって言われて悔しい…!!」 学生時代、自分で言うのもなんですがクラスのアイドルだった私。今でも自分は若くて美人と思いながら家庭教師をしているのですが、一回り以上年下の男子生徒に言われました。『おばさん』!!悔し過ぎる私は生徒を見返すため、次の日から胸元を開け肌の露出度を高めにして誘惑!すると股間を押さえて分かりやすく反応しはじめたので、私も火が付いてしまい…気付けば生徒を押し倒して何度も何度もチ○ポを求めて何度も何度も中出しを求めてしまいました!!（2月19日、Hunter）□
- ねぇ、私溜まってるんだけど、チ○ポ借してくれない?いきなり接吻、すんごい尺八 笹倉杏（2月24日、REAL）
- Wおっぱい挟み撃ち 逆3P風俗パラダイス 笹倉杏 成海さやか（3月1日、OPPAI）○
- ショタに乗り輪姦されて… 笹倉杏（3月3日、光夜蝶）
- 一般男女モニタリングAV SEX依存症の巨乳人妻は突然目の前に出されたフル勃起デカチンを我慢できず本能のおもむくままに汗だくグラインド騎乗位! 旦那より大きい絶倫チ○ポでオマ○コをかき回されのけ反るほどの快楽に精子が出なくなるまで搾り取る生ハメ連続射精SEX!! 中出し合計17発!（3月7日、ディープス）□
- 思わず●RECしたくなる着衣爆乳おっぱい 杏さん（3月7日、unfinished）
- 当然、勝手にAV化! イケメンの友達がほろ酔い状態の女の子を僕の部屋に連れて来た!女に無縁の僕にはそれだけで大興奮なのに超過激でHな王様ゲームが始まっちゃって… 巨乳OL編 5（3月7日、お夜食カンパニー）□
- ウチに訪問してくる人妻が巨乳で可愛くて 笹倉杏（3月10日、タカラ映像）
- 爆乳ハミ乳競泳水着 あん G-cup（3月10日、クリスタル映像）
- 就職活動も頑張ってます!!女子大生専門キャバクラへようこそ!! 笹倉杏 折原ほのか 浅田結梨 涼川絢音（3月10日、BAZOOKA）○
- デカ尻爆乳のセックスレス妻が集まるママさんバレー!見学にやってきた新入部員の旦那を練習の合間に隠れて誘惑!自ら腰を振り勝手にイキまくる! 3（3月10日、V&R PRODUCE）○
- 生中出し若妻ナンパ! 25（3月10日、S級素人）□
- 「中に出して…夫と子供には内緒」 自宅で愚痴聞き屋に中出しセックスをせがむ美人人妻たち 18（3月10日、S級素人）□
- 有名コスプレイヤー月に一度の危険日中出しオフ会 あん（3月13日、ワンズファクトリー）
- マジックミラー号「寝とられ願望のある夫同士が互いの「健気な年下妻」をスワッピング夫婦交換!!」（3月18日、SODクリエイト）□
- 巨乳な妻が顧問を務めるサッカー部の生徒に寝取られて… 何もできない僕。 笹倉杏（3月18日、ヒビノ）
- お姉さんの巨尻が猥褻過ぎて秒殺で悩殺!! 笹倉杏（3月19日、MARRION）
- 『どのオッパイが一番好き??』 2 突然出来た6人の義理のお姉ちゃんはとにかく巨乳でとにかくスケベ!!普段から胸元が空いて谷間全開の服を着てるしパンチラもしまくり!!で当然勃起!!勃起がバレたらもう大変!! その日からお姉ちゃんたちがボクを男として認識してしまい他のお姉ちゃんたちにバレないように我先にとボクを喰いまくって、どこまでも追いかけてやってくるんです!!しかも何度も中出しさせられて妊娠しないのか心配です!!（3月19日、Hunter）○
- 社宅妻の昼顔レズビアン 西田カリナ×笹倉杏（3月25日、ビビアン）○
- ちょっと地方から都内に遊びに来たJKに都会の洗礼!!エロくて熱～い思い出をプレゼント!（4月14日、BAZOOKA）□
- 禁止された社内恋愛の制裁で彼氏の目の前で上司棒を挿入される 嫌がっても『ふたりともクビにするぞ』と脅されて泣き寝入りするしかないサディスティックヴィレッジの女AD 2（4月6日、サディスティックヴィレッジ）○
- 禁断介護（4月6日、グローリークエスト）
- 昼下がりの団地妻たちは、敷地内ではブラを着けないから乳首スケスケ!!…二度見するほど、まだ若くて綺麗なとなりの奥さんたちのノーブラスケスケ乳首はエロすぎる!!そんなポッチンをついついガン見していたら…2（4月7日、LEO）□
- 昼下がり町内会!若妻たちのちょっと危険でかなりHな王様ゲーム!! 11 母の代理で参加した町内会の集まりでまさかの展開!若い時に王様ゲームをした事が無いという話で盛り上がった奥様方が急に「王様ゲームやりたい!」と言い出したんです。男はボクひとりしかいないもんだから、当然いい思いが沢山出来ちゃいました!!（4月7日、Hunter）○
- 結婚後も働くデカ乳嫁が酔いつぶれて帰宅!旦那の横で昏睡無防備状態の嫁に義父がまさかの夜這い行為!柔らかなおっぱい揉むだけでは飽き足らず息子の横で何度も中出し!（4月14日、V&R PRODUCE）□
- ちょっと地方から都内に遊びに来たJKに都会の洗礼!! エロくて熱〜い思い出をプレゼント!（4月14日、BAZOOKA）□
- 一般男女モニタリングAV 家庭教師の巨乳女子大生が童貞の男子高校生に生挿入で1発10万円の中出しSEXに挑戦! 2 暴発寸前の童貞ち○ぽを個別指導中に優しい騎乗位で完全筆おろし! 10代の溢れる性欲は一度の射精では収まらない!終わらない抜かずの中出し!! 4組合計14発!（4月19日、ディープス）□
- 理想のアニメ乳を圧迫愛撫しながら後ろからガン突きしちゃった俺（4月20日、AKNR）□
- 会社で高飛車と噂される先輩女子社員はチ○ポ日照りで欲求不満!気弱な僕に狙いを定め同僚に見えない所でギン勃ちにさせて即ハメを強要。これから僕は女先輩の性処理道具として仕事にはげみます!!（4月20日、SWITCH）○
- 女だらけのシェアハウス 男は僕一人 いつも女の子たちのオナニーのお手伝いをさせられている復讐にウォーターサーバーに媚薬を混ぜてピンコだちした美巨乳を揉んで揉んで揉みまくってヤリマシタ!（4月20日、サディスティックヴィレッジ）○
- 駆け出しグラビアアイドルに水に濡れたら溶ける服を着せて男湯でアルバイト!突然の全裸羞恥に遭遇した赤っ恥アイドルは無事に逃げ出せるのか!?（4月20日、サディスティックヴィレッジ）●
- 高級レズビアンソープ（4月21日、クリスタル映像）○
- 睡眠薬で姉を眠らせ中出し近親相姦する弟の何日間にもわたる性交記録（4月28日、TMA）□
- 産婦人科痴漢!!念願の第1子誕生っ!出産未経験の幼な妻にドスケベ産婦人科医のおじさんが、未経験と無知識なのをいいことに、カーテンで仕切られた反応のいい下半身を看護師にもバレないように治療と称して中出しまでっ!!3（5月1日、LEO）□
- 妹夜這い 種付け近親相姦 お兄ちゃんの精子で孕んでくれ! 5（5月3日、Mr.michiru）□
- 出産して急激に感度があがったママチャリ早漏妻 15 乳揺れ騎乗位SP（5月3日、ナチュラルハイ）□
- おっぱいパブの巨乳娘に媚薬タブレットを飲ませたら自ら挿入してきて店には内緒のスローピストン!…では満足できず高速騎乗位が止まらない 3（5月3日、ナチュラルハイ）□
- 入院先の病院で巨乳看護師との院内乱交ビデオ撮っちゃいました!（5月3日、ROCKET）○
- 募集ちゃんTV×PRESTIGE PREMIUM 33（5月5日、プレステージ）□
- 一般男女モニタリングAV 1発10万円! 奇跡の連続射精プロジェクト始動! 心優しい巨乳の女先輩が社会人になってもいまだ童貞の新卒社員に生挿入でSEX指導! 性欲溢れる童貞チ○ポを勤務中に腰振り騎乗位で完全筆おろし! 3 一度の射精では収まらない!終わらない連続中出し!! 4組合計18発!（5月7日、ディープス）□
- 「絶対ダメ!姉弟なんだから…擦り付けるだけの約束でしょ」 結婚式前の姉と最後の近親相姦素股! いつの頃からか密かに恋焦がれていた姉が結婚する…!いつもボクだけに優しかった姉も明日からは他人の女に…。最後の夜、居ても立ってもいられず、今までの思いを伝えるも、もちろん撃沈。落ち込んでいるボクを見た姉は、優しく抱いてくれたのだけどそれだけじゃあ我慢出来ない!すると姉は「擦り付けるだけなら…」と言ってくれるが、姉の生マ○コはとても濡れていて、少し動かしただけで挿っちゃいそう。「絶対ダメ!」と言う姉の制止を振り切り必死に腰を動かしていたら、うっかりヌルっと生挿入!あまりの気持ちよさに当然そのまま中出し!（5月7日、Hunter）□
- ゲスの極み女子寮 レズ1組目（5月12日、フルセイル）○
- 公衆トイレ大量お漏らし パンツ内大量射精痴漢 全員巨乳Ver.（5月19日、アパッチ）□
- 媚薬生ハメ!淫乱神乳!キメセクしちゃいました!彼氏いるのに媚薬を飲まされイキまくりで中出しセクロス! 笹倉杏（5月19日、チキチキカマー/妄想族）
- 文化系女子マッサージ盗撮（5月26日、MAGIC）□
- 街ゆく激カワ女連れカップルにハメ撮り依頼で神動画流出!!（5月26日、S級素人）□
- マキシワンピ越しの固定バイブにリードを付けられた刺激に耐えきれずイキ濡らす痙攣女 2（6月1日、ナチュラルハイ）□
- 危険日直撃!!子作りできるソープランド8 自宅ソープ編（6月1日、Mr.michiru）□
- マジックミラー号 ママさんバレー帰りの汗ばむカラダを辱めストレッチ体験!ぷっくり浮き出るおマ○コ愛撫で痙攣するほど感じまくる若妻が恥かし体位で激イキ浮気セックス!in池袋（6月1日、SODクリエイト）□
- 親が再婚して突然出来た妹は、可愛い顔してすっごいヤリマン!!僕が童貞だとわかると、ゴムも着けずに騎乗位で生挿入!スケベなテクで濃厚すぎる筆おろしをされちゃった…（6月2日、OFFICE K'S）□
- マキシワンピ女をレイプ!薄着1枚で出歩くエロ女を人気の少ない場所まで尾行して… あえて脱がさず服の上から身体をまさぐり着衣のままハメて中出し（6月7日、かぐや姫Pt/妄想族）□
- ふた回り離れた愛有る年下のいいなり彼女 笹倉杏（6月9日、宇宙企画）
- 1人暮らしのボクの家にやってきたのはデカ乳の家政婦!母性溢れる巨乳に僕のチ○ポはフル勃起!責任を感じたのかまさかの優しい授乳手コキ!目の前のデカチ○ポ握るだけでは飽き足らず思わず馬乗り生挿入!自ら激しい腰振りで何度も中出し懇願!（6月9日、V&R PRODUCE）□
- 現役女子大生ナマ中出しライフ 9（6月9日、S級素人）□
- 某県某所のおっぱぶ店では店長に内緒ですぐに客のチ●コをしゃぶってはすぐにハメたがるどスケベおっぱぶ嬢が急増中とのこと!!実際に噂は本当なのか!?徹底調査!!（6月9日、SCOOP）○
- あなたにぞっこん催眠術（6月13日、ムーディーズ）□
- 「あっ！ナマで入っちゃった!」凄テクオイル素股でチ○ポをマ○コに擦りつけてたら思わずフル勃起からの生挿入!本番禁止のはずなのに生中出しSEXまでしちゃった4人の癒し系美巨乳デリヘル嬢（6月15日、グローリークエスト）□
- 女の子が全裸で訪ねてくる新デリヘル!即尺&即DKのスケベ過ぎる風俗で働く女の子はやっぱりすけべ!?素股中にこっそり生挿入しても受け入れる!時間内無制限発射を利用して何度も中出し!（6月15日、Mr.michiru）□
- JKお漏らし顔騎 3（6月16日、OFFICE K’S）□
- 連続多重手コキ～ヌいてもヌいても現れる勃起チ●ポでやまないザーメンの雨～（6月16日、SEX Agent/妄想族）□
- チ●コを洗うだけの仕事だったのに!?いつのまにか手コキしちゃった素人娘!! vol.2（6月16日、映天）□
- 中出し寝取られビデオレター 愛する妻が突然失踪 謎のDVD-Rを手に入れた。どうする?→見る 見ない 笹倉杏（6月19日、ミセスの素顔/エマニエル）
- おっぱいインストラクターまるごと全員に種くばり（6月19日、ズッコン/バッコン）○
- イケリーマンの後輩がヤンママと仲良くて俺んちに連れ込んだ!モテない俺は絶好のチャンスと酔わせて過激で卑猥なゲームを始めてみた…Vol.10（6月25日、バッドスターズ/妄想族）○
- はだかの主婦 文京区在住笹倉杏(29)（7月1日、プラネットプラス）
- 世界一早漏男の連続射精SEX 推川ゆうり×笹倉杏（7月1日、ROOKIE）○
- 夫とも顔見知り 隣のヤブ医者に寝取られ診療された人妻（7月1日、ヤリマン伝説）□
- マジックミラー号 夏だ!浴衣だ!童貞筆おろし七夕スペシャル（7月6日、ROCKET）□
- 妊娠報告されて一週間後、妻の酔っぱらい寝取られ中出し動画を見つけてしまった僕…。 笹倉杏（7月7日、本中）
- 溺れとく?（7月14日、バルタン）
- 全て新作撮り下ろし!パンツ内大量射精痴漢2 被害拡大!1人増量!!被害者10人SP!色んな所で色んな女の子にパンツ内大量射精してきました!（7月19日、アパッチ）□
- 【エントリー出演応募者限定】『ゴックン保育園』へようこそ!(※素人男性11名参加・総ゴックン21発)（7月20日、SODクリエイト）○
- 咥えて3分以内に発射4～隙間時間にサクッと濃厚射精、話題の時短フェラ～（7月21日、SEX Agent/妄想族）□
- ガチレズ女性による自宅連れ込み盗撮映像 女が女に落ちる様子を完全隠し撮り（7月28日、青空ソフト）○
- 「何回イッてもいいですよ」優しすぎる素人奥さんが夫に内緒で童貞筆おろし!VOL.5（8月1日、コスモス映像）□
- 92センチ超えGカップ!!巨乳素人妻 環さん（8月1日、AV）
- 女に無理やり全裸土下座させた話。最初は嫌がってたけど「どう責任取るの?」としつこくクレーム入れてたら、ついに折れて裸になりハメて中出し。（8月7日、かぐや姫Pt/妄想族）□
- 17周年記念SP おばさんおっぱいがち○ぽを勃起させてしまったの!?「巨乳ノーブラ乳首ポッチ」で隣人を発情させてしまった淑女たち!!本編撮りおろし＋乳首作品集（8月10日、アイエナジー）□
- 【鬼畜実話】本当にあった、胸糞の悪い話。（8月11日、BAZOOKA）□
- 僕の部屋に泊まりにきた叔母さんが寝るときは裸族だったことが判明!かつてのオナペットを前にしてイクべきか迷っていたらむこうから激しく甥っ子チ○ポを求めてきた! 3（8月11日、SCOOP）□
- 子育てが一段落した奥様たちの間で今危険な火遊びが止まらない!息子の友達だろうとおかまいなし!チ●ポご無沙汰ママたちは勃ちっぱなしの絶倫少●棒を寂しいマ●コから離せない!家族の目を盗んでいつでもズコバコどこでも生でハメっぱなし!! 4（8月11日、SCOOP）□
- 素敵なカノジョ 笹倉杏 色白むちむち爆乳娘のレズ3P中出し集団ぶっかけせっくす（8月13日、BACK DROP）
- 美巨乳の誘惑 バストサイズ90越えのエロおっぱい美女の卑猥なカラダを味わい尽くす!（8月13日、S-Cute）□
- 脱ぎたてパンティに包み込んでもらう、ぬくもり亀頭フェラ～あの日ふわりと風に揺れたスカートの中を忘れられない変態達へ～（8月18日、SEX Agent/妄想族）□
- 超絶倫巨乳淑女!突然出来た義母は若くてスタイル抜群の30歳!3 いつも超無防備無警戒だからパンチラ胸チラ乳首チラしまくりでボクは毎日勃起しまくり!義母はまだまだ女盛りでヤリタイ盛りにも関わらず父親とはご無沙汰みたいで溜まりまくり!!（8月19日、Hunter）□
- 女教師スカート巾着固定電マ痴漢（8月19日、アパッチ）□
- 全て新作撮り下ろし! 12痴漢連盟3（8月19日、アパッチ）□
- 美麗顔騎妻 笹倉杏（8月21日、メディア総販ソレイル）
- 伸ばして嗅いで味わって包茎観察（8月21日、メディア総販ソレイル）□
- マジックミラー号 子供が欲しい人妻限定「産後は母乳で育てたい」妊活中の若妻がスペンス乳腺オイルマッサージ体験! 感度が上がったビン勃ち乳首は真正中出しのOKサイン!（8月24日、SODクリエイト）□
- 姉を盗撮し続け、風呂場でこじ開けレイプした弟の犯行記録映像（8月25日、青空ソフト）□
- 孕ませJK工場 100連発 あおいれな 阿部乃みく 笹倉杏 宮崎あや（9月1日、BAZOOKA）○ ※「AV OPEN 2017」乙女部門 エントリー作品
- 神のおち○ちんを持つ男 妹の友達の家に行く（9月1日、ズッコン/バッコン）○ ※「AV OPEN 2017」企画部門 エントリー作品
- 父と娘の近親セックス 酒癖が悪く、親離れも出来ない私はいつもお父さんに迷惑を掛けています。そんなだからあの日も…。 笹倉杏（9月1日、プラネットプラス）
- 彼氏がいないお姉ちゃんの友達(巨乳でかわいいのに)がお祭り後に浴衣姿でヤケ酒宅飲みしてたら爆睡してとんでもなくエロい光景に!お祭り後、姉がやや落ち込み気味の友達を家に連れてきた!かわいい浴衣を着てナンパされることを期待して行ったお祭りで何もなかったお姉ちゃんの友達たちは浴衣姿のまま深夜までお酒を飲みまくり！やかましくて浪人生のボクにはいい迷惑。やっと静かになったと思い部屋を覗いたら、酔っ払って浴衣のまま爆睡している。しかも浴衣から巨乳がハミ出し丸見え!さらにパンツも丸出し!そのあまりにもエロすぎる光景に興奮してしまい…勃起してしまうボク。そしてそれが見つかり怒られると思いきや…!（9月7日、Hunter）○
- 一般男女モニタリングAV 性のお悩み相談室ここにOPEN!旦那では満足できない絶倫巨乳妻と初対面のデカチン童貞大学生が抜かずの連続射精ミッションに挑戦!（9月7日、ディープス）□
- 今にも水着から巨乳がポロリ!のぼせたって絶対見逃すものか!!スパリゾートで生巨乳がこぼれんばかりの小さめの水着を着ている巨乳若妻グループが久しぶりの旅行で大はしゃぎ!浮かれまくってるし水着が小さいから下乳見えるはこぼれ落ちそうだはで目が離せない!!（9月19日、Hunter）○
- アラサー美女だらけの肉食シェアハウスで男はボクだけの中出しハーレム!受験のため上京しシェアハウスに入居!しかしそこはアラサー美女だらけで男はボク1人の肉食シェアハウスだった!超美人だらけの環境で女性慣れしていないボクは超緊張!しかしなんだかチヤホヤされて勉強どころではありません。しかも、家の中でパンチラ胸チラ当たり前のエッチな誘惑だらけ!いつでもエッチを求められてしまい夢の中出しハーレムです!!（9月19日、Hunter）○
- ビキニ娘水着ごと挿入 大量射精スパリゾート痴漢（9月19日、アパッチ）□
- 思わず連続射精出来たスゴ過ぎるセルフイラマチオ～喉奥上手な肉食女に襲われながらも堪能できる征服感が連射を促す～（9月22日、SEX Agent/妄想族）□
- 官能小説 息子の熟れ嫁 笹倉杏（9月25日、マックス・エー）
- 姉弟限定 一般男女参加型モニタリング お姉ちゃんに童貞を打ち明けセックスの練習と称して素股を懇願したら弟の勃起チ●ポが入っちゃった!（10月1日、変態紳士倶楽部）□
- 「寝取られ願望」のある夫が「混浴だから」と 妻をダマして男湯放置!客のふりした絶倫チ○ポに誘われ自慢の妻が欲情!生(ナマ)挿入なのに拒めず真正中出し!!（10月5日、SODクリエイト）□
- トリプル痴女 下半身ハーレム3点責め（10月6日、OFFICE K’S）●
- 汗だく美巨尻揉みしだき中出し電車痴漢（10月7日、アパッチ）□
- 「私、おばさんだけど触ったらその気になってくれるかな?」3　30歳越えたけどまだまだ性欲は収まらない私（無駄に巨乳）は旦那と5年以上もご無沙汰。だから若い男の子を見たら場所などを気にせずとにかくHな事ばかり考えてしまいます。とにかくヤリたいんです。誘惑の仕方も不器用だからがんばって気持ちよくさせようと触ったら男の子がその気になってくれて…勃たなくなるまで何度でも求めちゃいました。淫乱なおばさんでごめんなさい…。（10月7日、Hunter）□
- ストレスが溜まりまくる保育士は超性欲旺盛で欲求不満のヤリマン巨乳女子だらけだった!2 用事があって姉が働く保育園に行ったら、保育時間が終わっても残業している保育士さんたちが妙にチラチラとボクを見てくる。姉がいなくなった途端、ボクに興味津々の保育士さんたちが急接近！今まで女性から話しかけられたことすらなかったのに女性たちと超密着!! 出会いがないらしく超積極的にみんなでボクを誘惑しまくり!当然、女性に不慣れなボクは勃起。それを見た保育士さんたちは超ビッチな本性丸出しで大きな胸を揺らし激しく腰を振って求めてきたのです。（10月7日、Hunter）○
- 「ほら!今、先っぽ挿ったでしょう!?ダメダメ!それ以上早く動かすと本当に挿っちゃうからダメ!」でもヌルヌルでズボ!結局、生挿入でうっかり生中出ししたらカニばさみロックで何度も中出し強要するド淫乱に豹変!! 2 超巨乳過ぎるボクの家庭教師はいつも谷間を隠さず常時見えてます!! 童貞受験生のボクは勃起しまくっていたらバレてしまいヤバイと思ったけど正直にすべて話したら不憫に思った先生が「擦り付けるだけだったらいいよ」と言ってまさかの素股OK!! 擦っていたら先生の股間がクチュクチュと音を立て濡れはじめて爆濡れ状態!（10月7日、Hunter）□
- 死んでも見たくなかった!結婚間近な彼女のバイト仲間とのBBQ映像4（10月7日、お夜食カンパニー）○
- 禁断のポルチオ&スペンス乳腺アンチエイジングオイルマッサージ店ガチ盗撮 VOL.002（10月13日、SCOOP）□
- 超ヤリマンのママ友も痙攣するほどイカされまくり!性欲モンスターなんですウチの息子は…。2 息子の性欲が強すぎて将来が心配…。毎日、朝から晩まで暇さえあればオナニー三昧!1日最低5回が日課で、朝起きると当然ギンギンに勃起してるので、とりあえず寝起きの一発に始まり、食後、就寝前とその底無しの性欲はもはや性犯罪者一歩手前なんです!危機感を感じた私は元ヤリマンのママ友に相談すると「えっ!あんな真面目な子が?」と半信半疑。すると「じゃあ私がその性欲無くしてあげる!」と元ヤリマンの血が騒いだのか本領発揮!痙攣するほどイカされまくって、正直役に立ちませんでした。（10月19日、Hunter）□
- 美尻OL尾行押し込み強姦（10月27日、青空ソフト）□
- ねとられ大三元 夫の麻雀仲間に脱がされた妻 笹倉杏（11月7日、JET映像）
- 1vs1 ノーカット1本勝負SEX 4本番 VOL.004（11月10日、BAZOOKA）□
- AV女優 裸コレクション 第六弾（11月10日、V&R PRODUCE）□
- ノーブラでゴミ捨てする胸チラ妻を拝み倒せ!土下座ナンパで中出し（11月10日、ゲッツ!!）□
- 『おばさんだけど良かったら練習台にして思いっきりエッチして。何度失敗してもいいから…』父親が再婚してキレイで何をしても怒らない底無しに優しくて巨乳過ぎる義母が出来た!! 思春期真っ盛りの童貞のボクには刺激が強過ぎるけど日々ガン見!ガン見していたら当然勃起!! 勃起していたら当然、バレてしまい気持ち悪がられると思ったら心優しい義母は『おばさんだけど私でよかったらSEXの練習台になってあげようか?私の体好きにしていいよ!』と言ってきた!! もちろん遠慮なく童貞喪失させてもらいました!!（11月19日、Hunter）□
- 「ダメ、挿っちゃう!」「私にも、挿っちゃう!」義姉2人とW素股で生挿入&生中出し!義姉2人が美人すぎて話しかけるのも恐れ多い童貞のボク。しかし、義姉たちは仲良くなろうと一緒に寝ようと言いだして同じ布団で寝ることに。薄着でセクシーな姿の姉たちに勃起しまくりで寝れないボク。それに気づいた義姉たちは平謝りのボクを不憫に思ったのかチ○ポをやさしく触ってくれることに…。しかしいつしか2人の行為はエスカレート。素股止まりと約束していたはずなのに「ダメ、挿っちゃう!」とギリギリ素股。しかも「私にも挿っちゃう!」なんて姉妹でギリギリ状態。ついに我慢できなくなった義姉に挿入!その様子を見たもうひとりの義姉も「私も…」なんでいつしか3Pへ!（11月19日、Hunter）●
- 爆乳女のおっぱい揺れまくりガニ股腰振り精液搾りSEX（11月13日、セレブの友）□
- 夫の知らぬ間に 管理人とデキてしまった妻 ～男らしい男根に酔いしれていく～ 笹倉杏（11月25日、ながえスタイル）
- BAR OF HAPPINESS FLAP（12月7日、GIRL'S CH）○小出亜衣子、高杉麻里 ※女性向けAV
- 姉の巨乳に憧れる貧乳の妹は時と場所を選ばず姉の巨乳を揉みまくり!しかもボクの目の前でも堂々と丸出しで!ボクには超カワイイ妹が2人いる。上の妹は巨乳で下の妹は貧乳。だから、貧乳の妹は巨乳の姉を羨ましがり姉のおっぱいを揉みまくり!ボクの目の前でやるもんだから、こっそり勃起してしまい…。（12月7日、Hunter）●
- 温泉好きの人妻が秘湯と間違えて乱交OKの混浴温泉に入ってきてしまい、待ち伏せ中の痴漢ワニに触られまくっているうちに…（12月7日、ゲッツ!!）□
- セレブ妻の和姦体験 見下していたあのハゲた運転手に…（12月13日、ながえスタイル）○

- 野外マゾ開眼。 笹倉杏（1月7日、山と空/妄想族）
- コタツの中で内緒で悪戯 歳の近い義母が欲情極まり近親○姦生中出し 4（1月10日、ブリット）□
- いつの間にか僕の部屋でたむろうようになった家出女子校生たちは、いつも僕のチ●ポを弄ぶ! 佐々波綾 笹倉杏 月本愛 篠崎みお（1月12日、BAZOOKA）○
- 時間無制限!発射無制限!凄テク人妻特殊浴場ソープ 笹倉杏（1月12日、人妻花園劇場）
- 僕を誘惑する義姉さんのノーブラ乳首 笹倉杏（1月12日、カマタ映像）
- 夜這いされ喘ぎ声を我慢しながら旦那の横で中出しまでされる人妻11（1月18日、グローリークエスト）□
- 魅惑のHカップ、回春中出しエステサロン 笹倉杏（2月2日、h.m.p）
- 街コンでナンパした素人娘を持ち帰り家飲み乱交!（2月9日、S級素人）●
- マジックミラー号 乳首の色が気になる美意識高い産後セレブ奥様が乳輪色を綺麗にするクリームを塗りこまれ乳首イキ!10人中10本番!in白金（2月22日、SODクリエイト）□
- 超・絶頂 笹倉杏（2月23日、REAL）
- アナタごめんなさい…。わたし寝取られました…。 【杏】Gカップ（2月25日、ビッグモーカル）
- 立証!!平日の昼間本屋にいる女子は暇つぶしにSEXする説!!激カワGカップ専業主婦たまきさん（3月1日、AV）
- 一般男女モニタリングAV マジックミラーの向こうには愛する旦那(=むすこ)!ずっとヤリたいと思っていたむすこの嫁と義父が初めてのぬるぬるソープ体験!妊娠活動中で色気が増した巨乳嫁との密着ソーププレイに勃起したまだまだ元気なギンギン義父ち○ぽはいけないと思いつつも旦那の目の前で禁断の横取り中出しSEXしてしまうのか!?（3月7日、ディープス）□
- ラグジュOL ランチタイムにAV出演する働くオンナたち VOL.005（3月9日、BAZOOKA）□
- 優しく父に「いってらっしゃい」の後は、振り返ってボクに「オイッ!今日は3分でイクなよ!」と強烈なお誘い?父が再婚して我が家にやってきた美人で優しい義母は実は元ギャルサーの超ヤリマンだった! 普段の清楚な雰囲気からは全然想像できないし、父もその過去を知らない様子。そんな義母があまりにもイケてない童貞のボクを見るなり「おまえを男にしてやる」と日々セックス漬け! しかも当時のギャルサー仲間も日替わりで家にやって来てさらにセックス漬けの毎日! 見た目はただの美人奥さんだけど元がギャルサーのヤリマンたちだから、現在の偽った上品な生活で溜まったストレスを吐き出すべく、自分勝手に下品に腰を振ってガンガン求めて来た!（3月19日、Hunter）□
- 魅惑の美人妻Gカップの淫魔に精子が空になるまで毎晩吸い尽くされる 笹倉杏（3月25日、h.m.p）
- セルフパイ舐め 3（4月1日、MARRION）□
- 巨乳専門 逆7P性感エステ 泉ののか 宇多田あみ 神咲紗々 笹倉杏 橘メアリー 優梨まいな（4月1日、OPPAI）○
- 隣の中出しムッチリおっぱい変態お姉さんがやってくる 笹倉杏（4月6日、h.m.p）
- 働く新卒社会人と性交。VOL.003（4月13日、BAZOOKA）□
- 媚薬で淫乱化!人妻OL男性社員追いかけ回し連続中出し強要逆痴漢（4月19日、アパッチ）□
- 囁き淫語を吹きこみ本番を口説く逆3Pハーレム誘惑おっパブ嬢（5月1日、ムーディーズ）○
- ムラムラが収まらないのはきっと全部、君のせい。抱き心地よすぎな美女ととろけるSEX（5月1日、S-Cute）□
- リアルオナドール 笹倉杏（5月4日、h.m.p）
- 俺のドール 眼が覚めたらドールが杏になってて俺の言うことを何でもきいてくれる俺のいいなり妻になった 笹倉杏（5月19日、ルビー）
- 痴漢師に無理やり下着をはぎ取られ漏らすまで何回もイカさせられたマキシワンピの女（5月24日、ナチュラルハイ）□
- 泥酔娘が彼氏と間違え父を襲う!成熟した娘のエロさに我慢できずにまさかの近親セックス!!（6月8日、UMANAMI）□
- 大好きなカノジョをハメ撮りしちゃいました。色白美女が素直なキモチをさらけ出す濃密な情事（6月13日、S-Cute）□
- SODロマンス お義母さんは担任教師 ～息子との秘密を守るため、若い肉棒を受け止め乱れる女淫肉～ 笹倉杏（6月21日、SODクリエイト）
- 神波多一花さん、結婚引退おめでとう。（7月1日、ワンズファクトリー）○
- 快楽堕ち 固定肉便器 笹倉杏（7月6日、h.m.p）
- 艶めかしい舌使いと唇の感触!!柔らかな女体を使って男をイカセまくる美女エステサロン（7月6日、h.m.p）□
- 妄想アイテム究極進化シリーズ 絶対に勃起しちゃう!普通のビーチがヌーディストビーチに見えるメガネ（7月12日、ROCKET）○
- 女殺淫縛蟻地獄 第七幕:切なすきる淫肉痙攣の凄まじき波動 豊満エステティシャン大炎上の悲劇 笹倉杏（7月13日、Baby Entertainment）
- 人間牧場（7月27日、TMA）○
- 人妻に強制中出し孕ませSEX 300分!第二弾（7月27日、人妻花園劇場）□
- バイブヘッドシャーク水中アクメ（8月1日、ROCKET）○
- フィスト解禁 熱く滾った鉄拳を子宮の奥までぶち込んでッ!! 笹倉杏（9月25日、えむっ娘ラボ）
- ウルトラM性感研究所クラブ・ザ・サッキュバス スゴイ性技と夢の淫肉激ヤバ性感!!ヨダレを垂らしてイキ果てる男た（9月25日、AVS collector’s）○
- 六十路男の女遍歴（9月28日、新世紀文藝社）□
- オンナっ気一切無しで全員発情中の俺たちの寮にAV女優が来た!（10月5日、h.m.p）○
- 真・時間が止まる腕時計パート11 ストーリーズ（10月11日、ROCKET）○
- 「クーラーの壊れた部屋で巨乳おばさん家庭教師と2人きり!透けブラを見て勃起したら汗だく騎乗位でヤられた」VOL.1（10月11日、DANDY）□
- M(マゾ)未満 笹倉杏（11月1日、中嶋興業）
- 回春エステの女神たちの凄テクで、発射(イカ)され悶絶しちゃった僕たち。 笹倉杏×霧島さくら（12月7日、h.m.p）○
- 完全撮り下ろし最高級昇天映像!! 秘奥淫爆絶頂放置責め ～逃げられず内部爆発する残酷なプッシー・オルガ～ II（12月19日、Baby Entertainment）□
- 美巨乳×美尻のスケベなおねだり熟女50人が本気絶頂(マジイキ)SEX（12月19日、エンペラー/妄想族）□

- 電マ射精～出る時に振動をひと手間加えるだけでまだまだ出てくる白濁液～（1月18日、SEX Agent/妄想族）□
- またがりかた改革～貪り合うハードコア・シックスナイン!顔騎イラマで体液をすすり合う～（2月15日、SEX Agent/妄想族）□
- 笹倉家のしきたり 受精専用中出しメイド 笹倉杏（3月1日、h.m.p）
- 若妻たちのパンチラ誘惑に負けてしまいそうな僕（3月22日、カマタ映像）□
- 清楚なお姉さんも本当は淫れたい 禁断の妄想連続アクメ願望（4月13日、アロマ企画）□
- 「お願いやめて!!何度もイっちゃってるって言ってるでしょう!!」イってもイってもイキ止まらないハードピストンで巨乳家庭教師がエビ反り連続爆イキ! ボクの家庭教師は超巨乳で眼鏡美人!勉強を教えてもらっていると胸の谷間が気になって気になって童貞のボクは勉強に…（4月19日、Hunter）□
- それでも妻を愛せますか? 絶望のNTR（4月25日、ながえスタイル）□
- フィストファッカー 笹倉杏（5月2日、グローリークエスト）○
- 家庭教師 拘束桃尻固定電マ絶頂地獄 ～教える気ゼロ!サボってばかりの可愛い家庭教師を、何度絶頂しようが泣き叫ぼうが拘束桃尻固定電マで大量失禁!～（5月7日、アパッチ）□
- 超美尻がボクの目の前3センチ!!えっ!?そのプルンと突き出した綺麗すぎるお尻はボクを誘っているの?ボクに突然、可愛くて優しくてしかも美尻の義姉ができたんです!!義姉はとにかくお尻が綺麗でスタイル抜群のドスケベな体をした女性です!!…（5月7日、Hunter）□
- エンジェルフォーマー（5月10日、GIGA）
- ツンづらガマン顔とエクスタシー顔（5月13日、アロマ企画）□
- バブみ全開!!大人を預かってくれる巨乳無認可保育園2（5月17日、BAZOOKA）○
- 顔とパンチラと囁き淫語2（5月25日、アロマ企画）□
- 9年ぶりに地元で再会した初恋の家庭教師の先生とSEXするようになった日々の記録 笹倉杏（5月25日、h.m.p）
- キスで感ずる女たち（6月1日、OFFICE K’S）□
- 巨乳家政婦中出し痴漢10人SP（6月7日、アパッチ）□
- 舐め痴女ハーレム 下半身トリプル3点責め（6月7日、犬/妄想族）●
- 新奴隷城7（6月7日、アタッカーズ）○
- 超ハードコア飲尿レズパーティ - 憧れの葉月さんはオシッコを飲まされて悦ぶ変態マゾお嬢様でした -（6月9日、エムズビデオグループ）○
- 【奇跡】デリヘル呼んだら地元の巨乳な友達で非常においしい思いをした件!!4（6月14日、BAZOOKA）□
- 学校で一番可愛かったヤンキー娘と久々の再会!童貞をバカにしてきたくせに、1度チ●ポを挿れた瞬間からカラダをビクつかせてイキまくるヤリマンにどっぷり中出し! 3（6月14日、SCOOP）□
- 泡姫桃源郷 絶対に生中出し出来るご奉仕ソープ嬢 笹倉杏（6月25日、マックス・エー）
- むちむちデカ尻 神ブルマ 笹倉杏 ロリ美少女やぽっちゃり娘達にピチピチブルマ&体操着を着せ、ハミパン、ムレムレワレメを毛穴まで見えるほどの超ドアップ接写!さらに尻コキ、着衣お漏らし放尿やブルマぶっかけ、生中出し等ブルマ好きに送る完全着衣フェチAV（7月25日、親父の個撮）
- 10分で2度抜き手こきサロン2（7月25日、アロマ企画）□
- マリッジブルー実写版 笹倉杏（8月2日、h.m.p）
- 狙われた巨乳女子アナ ～エロ過ぎるボディーは変質ストーカーの標的～ 笹倉杏（8月9日、NAGIRA）
- ムチムチ巨乳リフレ学園（8月25日、アロマ企画）□
- 濃交 Hカップ癒し系女優の濃密なリアル中出しSEX 笹倉杏（8月25日、マックス・エー）
- 濃厚ベロチューしながらスローオイル手こきでち○ぽ焦らされ続ける。その3（8月25日、アロマ企画）□
- リアル巨乳妻口説き!イかせまくられた生中出し生録Film12（9月10日、ブリット）□
- 唇が触れ合いそうな距離で見つめられエッチな言葉でささやかれ手コキ（9月25日、アロマ企画）□
- 欲求不満な美女ばかりを狙う 性感猥褻マッサージ盗撮（10月1日、Cupido/妄想族）□
- ナンパ人妻プレミアム 1ランク上のエロス（10月10日、ホットエンターテイメント）□
- 巨乳AJOI究極の完全主観オナニーサポートDVD デッカイおっぱいで見せつけ挑発（10月13日、アロマ企画）□
- ボクの会社のおしゃぶり大好き変態OLはイってもイっても止めないジュポジュポ追撃フェラで何度も射精させてくれる2（11月1日、変態紳士倶楽部）□
- AVを大音量で観ていたら隣家の美人妻がクレームを言いにきたのでフル勃起したデカチンを見せつけると欲情していたので 留守番してる旦那に奥さんの絶頂ボイスを聞かせてあげた件5（11月1日、変態紳士倶楽部）□
- 情炎の縄 堕天使への階段 笹倉杏（11月1日、バミューダ）
- デカ尻若妻の集団突き出しピタパン神尻に大興奮!!ヨガ教室に参加してみたら男はボク1人!?周りを見渡すとヨガのポーズでデカ尻が強調された…（11月7日、Hunter）○
- 父の再婚でボクに突然、義理の母親が出来た。しかもボクと一回りほどしか違わなくて若くて美人でしかも巨乳なんです。しかもしかもその義母は何と!いついかなる時でも24時間チ○ポを欲しがるSEXジャンキーなんです!!…（11月7日、Hunter）□
- プルプル!ゆらゆら!モミモミされたの何回ですか!?ピッタリ当てたら賞金ゲット!おっぱいモミモミ万歩計選手権!!（11月19日、ATOM）□
- 最高の人妻 旦那の前で穢されて… 笹倉杏（11月23日、ビッグモーカル）
- 温泉旅館で爆乳妻を夜這いしてみた。 8人4時間 1泊2日の旅行で朝から晩までハメられた人妻たち（12月28日、ビッグモーカル）

- 新婚夫婦NTR 予算オーバーの高級物件を気に入ってしまった新妻に値引きを持ち掛け旦那に隠れて寝取って中出し!（1月7日、アパッチ）□
- 『胸が当たっているよ…』超巨乳過ぎる義母と狭いお風呂で二人きりでボクは超勃起!!突然出来た義母は若くて綺麗で超美巨乳!!しかも無防備&無警戒だから胸の谷間が見えまくり!時にはパンチラだって!!そんなの毎日見ていたら勃起しまくりで、ヤバイと思い距離を取っていたら、ボクともっと仲良くなりたいと一緒にお風呂に入って背中を流してくれるって言うんです!当然、そんなの無理です!!服を着ていても勃起しちゃうのに!!…（1月7日、Hunter）□
- おばさん!おち○ぽシゴいて下さい!男のセンズリに欲情する熟女の性7（1月10日、ブリット）□
- しゃがんだお尻の穴の収縮とシワの本数までバッチリ分かるアナルひくひくオナニー（1月13日、アロマ企画）□
- 少子化対策の為に精子を募集!献ザーメン男性を募集する巨乳射精サポートボランティア（1月17日、BAZOOKA）○
- 縛交 錯乱交尾 縛肉巨乳・アヘ顔連続ファック 笹倉杏（1月19日、ドグマ）
- 『私たしかにおばさんだけど、この胸触っても何とも思わない?』『お願い!私エッチ出来るだけで幸せなの!』突然出来た義理の母は超巨乳!!ボクの父とは一年以上もSEXレスらしく、超エッチに飢えてるんです!!だから義理の息子のボクにも露骨にいやらしい視線を向けてくるんです!!…（2月7日、Hunter）□
- 華金は飲み会で夫不在率高し!週末が狙い目ひとづま軟派（2月10日、ブリット）□
- 全裸縛師 笹倉杏（2月14日、REAL）
- バイブをマ●コに突っ込んだ状態で現れる超ドエロいデリヘルがあるという噂を聞きつけ実際に呼んでみたら、想像を超えるエロが目の前に広がっていた!!Part3（3月13日。SCOOP）□
- 世界で一番気持ち良いフェラチオで感度3000倍おしゃぶりハーレム（3月19日、ROOKIE）○
- 痴漢師に全裸にされ恥ずかしい女体を震わせ感じまいと我慢する肉感妻（3月26日、ナチュラルハイ）□
- "SNS映え"大好き女子大生 個人撮影inマジックミラー号 巨乳肉感JD全員彼氏持ち4名 承認欲求につけ込んでミラー号に連れ込み!そのままハメ撮りAV発売!（4月9日、SODクリエイト）□
- パンツ越しでジックリ見える お漏らし自慰（5月8日、レイディックス）□
- 酔いどれ親父のパワハラ顔舐め 笹倉杏（5月8日、レイディックス）
- 「たまには違う場所でしよっ?」 狭い空間での濃ゆ～い密着スローSEX（5月15日、ヒメゴト）□
- 魂吹き込み憑依銃4（5月21日、ROCKET）○
- 巨乳限定!巷で話題のVIP限定のオシャレ系ピンサロOPEN!通常のピンサロでは考えられないサービスが当たり前のように行われているまさにエロの桃源郷!本当に満足できるのか徹底検証!（5月29日、SCOOP）○
- 我慢できない肉欲 熟れた人妻の濡れた壺（6月11日、ヒビノ）□
- 杏女王様の調教部屋 笹倉杏（6月12日、サロメ）
- ママさんバレーに通うハイレグブルマを穿いたチ○ポを欲しがるご無沙汰妻たちは卑猥な腰振りで何度も大絶頂!23名5時間!（6月12日、V&R PRODUCE）○
- ふ○さと納税の返礼品はまさかの女の子!?「好きにしていいよ」との事なので、たっぷり膣内に追加納税させていただきました!!（6月19日、DOC）□
- 本物全裸素人 局部パーツ接写 全裸エア体位編（7月10日、S級素人）□
- ドマゾ淫乱調教（8月1日、中嶋興業）□
- 一般男女モニタリングAV 近親相姦しちゃった母子のその後まで追跡スペシャル マジックミラーの向こうには再婚したての父親!巨乳の新しいお母さんと童貞の息子が2人っきりの密室で筆おろし中出し!!…した後日談:義母と息子の何度も繰り返される父には秘密の近親相姦を…2（9月7日、ディープス）
- 忘年会で飲みすぎた同僚を僕の家で介抱することに。シャワーと着替えを提供したらノーパンノーブラ状態に…たまらず何度もSEXした。 高橋しょう子（10月1日、ムーディーズ）※彼女役で出演
- 深夜のマンションエレベーター 無防備すぎるゴミ捨てノーブラ部屋着の巨乳お姉さんと二人っきり! 気まずい空気の中でエレベーターが緊急停止!汗で強調された乳首ポチに暴発寸前!（10月13日、ムーディーズ）□
- 一般男女モニタリングAV 同窓会終わりに突撃交渉!10数年ぶりに再会した同級生男女はラブホテルで1発10万円の連続射精セックスしてしまうのか!? 7 高校時代から気になっていたクラスのマドンナの巨乳とデカ尻にフル勃起した既婚者チ○ポと恥じらいつつもラブホの非日常感に疼いてしまった人妻マ○コがお互いの家庭を忘れた秘密の生セックスは1発限りじゃ収まらない!!…（12月7日。ディープス）□
- 眼帯ビキニ&包帯ビキニを着て過激密着でオトコを天国級の快楽にエスコートする派遣整体師（12月11日、BAZOOKA）□

- 一般男女モニタリングAV 職場の同僚ドッキリ企画 出張先のビジネスホテルで憧れの女先輩と後輩男子が2人っきりでまさかまさかの相部屋宿泊!次々と巻き起こるエッチなハプニングで急接近した同じ職場の男女が会社に内緒の生ハメセックス!翌日の仕事も忘れ没頭のけぞり…5（1月7日、ディープス）□
- Gカップドスケベアラサーは黒人とヤリたい! 黒デカチ●ポでドM化 悶え狂うほどイカされる! 笹倉杏（1月23日、シャーク）
- 超接写!乳首で何度もイキまくるアルティメットおっぱい Vol.4（2月12日、BAZOOKA）□
- 絶対に手を出してはいけない相手でも場所でも小さいおち○ちんが勃起するまでを見て発情してしまった淫乱女子は情熱的に男を求める!!（2月19日、Hunter）□
- エロモード全開!サービス過剰なち○ぽ好きエロマッサージ嬢たち（2月26日、おかず。）●

### アダルトVR
- 笹倉杏 巨乳妻との極上のひととき…自宅でローションソーププレイ（1月28日、CRYSTAL VR）
- 笹倉杏 折原ほのか 涼川絢音 浅田結梨 「超豪華キャバクラハーレムフェラ!!ものすごい責めで大量発射!!」（2月2日、KMPVR）○
- 本番禁止のオッパブで店には内緒のスローピストン 笹倉杏（3月15日、WAAPグループ VR）
- 笹倉杏 生中出し ラブラブ同棲性活（3月31日、ブイワンVR）
- 笹倉杏 パイズリフェラ Gカップ美乳の極上テク（4月2日、ブイワンVR）
- 澁谷果歩 笹倉杏 見つめてしゃぶるWフェラ（4月12日、ブイワンVR）○
- おっぱぶ体験!! ようこそ当店自慢のコスプレDAYへ❤本日は貴方をスペシャルVIPコースへご招待!!こころゆくまで揉んで舐めて癒されちゃって下さい!!（5月12日、KMPVR）○
- おっぱぶ体験!! 夢の豪華おっぱい共演!!激カワな二人に同時に責められる究極の癒しを貴方に!!どっちのおっぱいがお好み??（5月12日、KMPVR）○
- おっぱぶ体験!!当店自慢の指名率No.1のゆずちゃんが本日は貴方にスペシャル中出しSEX!!（5月12日、KMPVR）○
- おっぱぶ体験!!当店不動のNo.1あんちゃんが本日だけの特別ご奉仕中出しSEX!!「あんの柔らかいおっぱいで癒されてね❤」（5月12日、KMPVR）○
- 笹倉杏 激ハメ生中出し！美マンにブチ込め!!（5月26日、ブイワンVR）
- 笹倉杏ちゃんとイチャイチャ中出しSEX 笹倉杏（5月30日、KMPVR）
- ハズレ無し風俗店～最高級ローションプレイ～（6月16日、CASANOVA）
- えっちなあのコと夢の世界 笹倉杏 鶴田かな（7月27日、CASANOVA）○
- 包囲型VR ZUKOBAKKOスペシャル 10人ハーレムVR（8月1日、ズッコン/バッコン）○ ※「AV OPEN 2017」VR-1グランプリエントリー作品
- 色白清楚な巨乳妻と黒ギャル痴女な淫乱妻　妻の幼馴染の隣人ギャル夫婦と強制スワッピングNTRセックス（9月22日、SODVR）○
- マッサージ中に眠ってしまい幽体離脱!?Hカップ美人巨乳マッサージ師を本体と幽体でセルフ3P中出し2連発（10月6日、SODVR）
- 笹倉杏Hカップ、篠田ゆうFカップ ヌルテカになった卑猥な身体を目の前で堪能する密着囁き淫語たっぷりキスローションエステ（10月20日、SODVR）○
- 赤ちゃん言葉で優しく元気づけてくれる巨乳保母さんのおっぱいしゃぶりつき中出しセックス（11月24日、SODVR）

- もしも笹倉杏が癒し系メンズエステティシャンだったら…（1月29日、ケイ・エム・プロデュース）
- 巨乳遊戯 笹倉杏（2月23日、虎丸フェッチ）
- ローションぬるぬるメイドデリバリーご奉仕ヘルス。ぷるるん具合120%（3月6日、こあらVR）○
- 巨乳な彼女のお姉さんは誘惑大好きで勝手にナマ中出しSEXまでしてくるエロエロビッチちゃん（3月6日、こあらVR）○
- VRの入門編かつ集大成!貴方の彼女、笹倉杏ちゃんがひたすら見つめてずっとイチャキスずっと愛の言葉を囁きながらじっくり見せつけたっぷりと中出しSEX!杏ちゃんを独り占めしてください…（4月20日、こあらVR）
- 「先輩OLから呼び出された僕。実は二人共ものすごく優しくて愛の囁き&ご褒美のキスで溺れさせてくれます。徹夜続きの僕をマッサージしてくれるっていうんですが、なぜか臭い部分ばかりえげつない表情で舐めまくるんです…」（4月27日、こあらVR）○
- 町内会の打ち上げに参加して近所の人妻の悩みを聞きながらあいづちを打っていただけで酒に酔った欲求不満な奥さんたちとまさかのエロ展開!!（5月17日、変態紳士倶楽部）○
- 上から目線でVRオナニーの指示（JOI）するドスケベOL 【3コーナー100分長尺・アナタに直接淫語でオナニーサポート・カウントダウン射精で超没入!】 玉木くるみ 笹倉杏（6月1日、SODVR）○
- お姉ちゃんが童貞の僕を不憫に思って初デート前に練習台になってあげると素股でこすっていたらうっかり入ってしまって気持ちが昂ってしまった姉は気が済むまで腰を振り続けて僕の精子を膣内で受け入れてくれた。。。（8月17日、AVVR）
- SEX伝道師杏先生が清楚女子あやサンに『オチ○ポマネキン』を使用してご教示することに。左右からの淫語責めから顔面舐め、執拗な乳首責め、最後は腰を振り乱してのご奉仕中出し騎乗位連続絶頂!（8月17日、AVVR）○
- 男は寝てるだけ!!超気持ちのいい2輪車中出し逆3Pセックス!高級ソープへようこそ。（9月21日、AVVR）○
- 超高級中出しSEX回春マッサージ!!Wキャスト編（10月26日、AVVR）○
- 某旅館と専属契約を結んでいる超ハイレベルなピンクコンパニオン 篠田ゆう・笹倉杏（11月23日、CASANOVA）○
- 気になるあの娘と急接近?!ドキドキ家飲みほろ酔いSEX紺野ひかる×笹倉杏110分（11月29日、まるはんVR）○
- バイブをマ●コに挿れたまま社内業務をしている淫乱爆乳女上司 笹倉杏（12月19日、KMPVR-bibi-）

- 男の反応を見ながら、自らの身体にオイルをしみこませ、激しく腰を振る中出しOK淫乱痴女回春マッサージ 笹倉杏（1月18日、KMPVR-bibi-）
- ハイグレード美女のみ在籍!デリバリーピンクサロン 笹倉杏・篠田ゆう（2月1日、CASANOVA）○
- ハイパーバイノーラル むっちり爆乳お姉さん2人が高密着濃厚中出し 乳首こねくられ爆乳ハーレムSEX（3月5日、KMPVR）○
- バブみ全開!!大人を預かってくれるHカップ巨乳無認可中出し派遣保育士 笹倉杏（4月26日、KMPVR-bibi-）
- AV女優にVRカメラを持たせてハメ撮りさせてみたら想像を遥かに超えた卑猥映像に仕上がった。笹倉杏（6月7日、CASANOVA）
- 美しき勇者もーれつ仮面 笹倉杏（7月2日、GIGA）
- 乱交VR 合コン（男2×女2）後の宅飲み中にまさかの酒酔い4P展開!! 2人の女の子がボクにも視線を送ってくるので友人よりも上に立った気分で中出しSEXに浸れる【よそ見も楽しいVR】（7月18日、変態紳士倶楽部）○
- 挑発淫語で舐めまくるVR（10月9日、MAX-AVR）□
- お殿様VR 戦国タイムトラベル 燃え盛る天守閣で人生最期の交わりッ! 笹倉杏（10月14日、SODVR）
- 笹倉杏の隅々まで超接近!限界接写!今までの常識を打ち破る女体観察接写VR!!（10月16日、MAX-AVR）
- 射精へと導くね～っとりイヤラしい唾液接吻に麗しい爆乳とデカ尻でおもてなしする自宅出張ご奉仕ソープ（10月24日、SODVR）
- W痴女に拘束されて身動き取れずに前後左右から犯される密着フォーメーション逆レ●プ3P（11月14日、kawaii* VR）○
- 忍者目線VR（11月20日、ROOKIE VR）○
- 真下からの神アングル痴漢VR2（12月18日、ROOKIE VR）○
- ヌードモデルになった妻 笹倉杏（12月25日、ながえスタイル）

- 妊娠しやすそうな巨乳ちゃんに中出し膣奥射精 17連発150分（4月5日、KMPVR）□
- 親友の彼女に童貞を奪われた 笹倉杏（5月16日、爆脳VR）
- 記憶がなくなったアナタ＆巨乳ナースハーレム病棟VR 「ココはどこ…ボクはだれ!?」4人の巨乳ナースの即SEXセラピーで失われていた記憶が徐々によみがえっていく新感覚VR!!（5月28日、WANZ VR）○
- 杏女王様の調教部屋 笹倉杏（6月2日、サロメ）
- 新人ソープ嬢講習の客役で三輪車コース生中出し!!即尺～スケベ椅子～潜望鏡～マットで生中出しまで、新人Fカップ嬢2人とベテランHカップ嬢による高級店濃密サービスを忠実体験VR（11月17日、Hunter）○
- 天井特化アングルVR!～淫語と杭打ち騎乗位と笹倉杏と～（12月8日、KMPVR）

### イメージDVD
- 笹倉杏はオレのカノジョ。（2016年8月25日、GARDEN）
- H-cup 美女のご乱心（2016年8月28日、ステファニー）
- 杏に会いたい理由/笹倉杏（2020年5月23日、Superlative）

### 写真集
- ぐるっとまわせる！原寸大おっぱい図鑑3D（2019年2月4日、一迅社、撮影：須崎祐次、監修：安田理央）…Hカップモデル[22]
- 愛してるよ。杏（2020年5月23日、ジーウォーク、撮影：安田一福）ISBN 978-4867170298

## 出演

### テレビ
- ダラケ! 〜お金を払ってでも見たいクイズ〜（2018年12月6日,20日、BSスカパー!）[注 2]
- もう!バカリズムさんの超H! #29（2021年11月29日、フジテレビONE）[24]

### ネット配信
配信番組
- トイズハートプレゼンツ「ハートの部屋（仮）」第31回ゲスト（2018年4月23日、ニコニコ生放送）[25][26]
- トイズハートプレゼンツ「私がオタクなばっかりに」

第3回ゲスト（2018年6月30日、ニコニコ生放送）
第8回ゲスト（2018年12月8日、ニコニコ生放送）
- 極楽とんぼKAKERUTV#79（2019年2月28日、AbemaTV）[注 3]
- 極楽とんぼのタイムリミット（2019年5月12日・6月9日、2020年5月10日、AbemaTV）[注 4]
- DTテレビ（2019年6月28日、AbemaTV）[38]

YouTube
- h.m.pYouTube公式チャンネル「h.m.pチャンネル」（2018年3月26日 - 2020年5月20日、YouTube）[注 5]

緊急開催!!年末スペシャル企画!!「h.m.pチャンネル、平成最後の6時間生放送!!」」（2018年12月29日、YouTube）
- YouTubeチャンネル トイズハート「とりあえずナマで!」（2019年3月9日、Youtube）第11回ゲスト[18][44][45]
- YouTubeチャンネル「Laporno Funding Channel らぽふぁんゆーちゅーぶ」（2020年4月27日、YouTube）[46]
- YouTubeチャンネル「夕刊フジチャンネル」（2020年5月22日、YouTube）[47]

### 映画
- スペース・エロス 乳からのメッセージ（2019年11月22日、監督:国沢実、オーピー映画） - 暗黒寺ミツコ 役[48][49]